# Società di Educazione Fisica Virtus 1922-1923
Questa pagina raccoglie i dati riguardanti la S.E.F. Virtus nelle competizioni ufficiali della stagione 1922-1923.

## Rosa
| N. |                   | Ruolo | Calciatore            |
| -- | ----------------- | ----- | --------------------- |
|    | Italia (bandiera) | P     | Luigi Gelati          |
|    | Italia (bandiera) | P     | Giuseppe Puglioli     |
|    | Italia (bandiera) | D     | Barbieri              |
|    | Italia (bandiera) | D     | Bertini               |
|    | Italia (bandiera) | D     | Fabretti              |
|    | Italia (bandiera) | D     | Alberto Giordani      |
|    | Italia (bandiera) | D     | Giuseppe Giustacchini |
|    | Italia (bandiera) | D     | Riccardo Panzacchi    |
|    | Italia (bandiera) | D     | Remigio Sartoris      |
|    | Italia (bandiera) | D     | Tinaglia              |
|    | Italia (bandiera) | D     | Mario Vannini         |
|    | Italia (bandiera) | C     | Emilio Badini         |

| N. |                     | Ruolo | Calciatore           |
| -- | ------------------- | ----- | -------------------- |
|    | Italia (bandiera)   | C     | De Segner            |
|    | Italia (bandiera)   | C     | Drusiani             |
|    | Italia (bandiera)   | C     | Giuseppe Martelli    |
|    | Italia (bandiera)   | C     | Poggi                |
|    | Italia (bandiera)   | C     | Eusebio Sarasso      |
|    | Italia (bandiera)   | A     | Dante Baviera        |
|    | Italia (bandiera)   | A     | Alessandro Bertolini |
|    | Italia (bandiera)   | A     | Giambelli            |
|    | Italia (bandiera)   | A     | Giuliani             |
|    | Ungheria (bandiera) | A     | József Gulyás        |
|    | Italia (bandiera)   | A     | Giuseppe Muzzioli    |
|    | Italia (bandiera)   | A     | Antonio Padovani     |